# Gospićmassakern
Gospićmassakern var en händelse som inträffade från 16 oktober till 18 oktober 1991, under kroatiska självständighetskriget i staden Gospić i Kroatien. Omkring 120 serbiska civila massakrerades av kroatiska soldater.
Vid tidpunkten för massakern låg Gospić precis vid frontlinjen, och kraftiga strider mellan kroatiska och serbiska styrkor rasade utanför staden. Gospić utsattes för hårda bombangrepp då de serbiska styrkorna som tillhörde den självutropade staten Republika Srpska Krajina ville ta staden för att senare kunna avancera mot kusten som låg endast 30 km bort.
Den 6 oktober 1991 fick Mirko Norac som var befälhavare över de kroatiska styrkorna i Gospić en order från de lokala ledarna att sänka procentantalet serber som levde i Gospić. Den 16 oktober samlades alla serber som bodde i området upp och kördes ut till olika ödsliga platser där de sköts.
Mirko Norac som ledde massakern och personligen deltog i den, arresterades 2001 av kroatiska polis och åtalades för krigsförbrytelser. 2002 dömdes han till 12 års fängelse.